# Disporum
Disporum là một chi thực vật có hoa trong họ Colchicaceae.
Chi này chứa khoảng 20 loài cây lâu năm, sinh sống ở châu Á, từ miền bắc Ấn Độ tới Nhật Bản, về phía nam tới Indonesia và về phía bắc tới Viễn Đông Nga.
Chi này trước đây chứa 5 loài ở Bắc Mỹ, nhưng chúng đã được tách ra thành chi Prosartes D.Don và chuyển sang họ Loa kèn phù hợp với các khác biệt về tế bào học và hóa học cũng như từ các kết quả nghiên cứu phát sinh chủng loài phân tử.

## Các loài
- Disporum ×hishiyamanum K.Suzuki: (trung gian giữa Disporum sessile và Disporum smilacinum)
- Disporum acuminatissimum W.L.Sha
- Disporum acuminatum C.H.Wright
- Disporum bodinieri (H.Lév. & Vaniot) F.T.Wang & Tang
- Disporum calcaratum D.Don - Song bào móng, trúc vạn thọ có cựa.
- Disporum cantoniense (Lour.) Merr. - Song bào dính, sâm lá trúc, trúc vạn thọ Quảng Châu, song bào Thượng Hải.
- Disporum hainanense Merr. - Vạn thọ thảo Hải Nam, trúc vạn thọ Hải Nam.
- Disporum jinfoshanense X.Z.Li, D.M.Zhang & D.Y.Hong
- Disporum kawakamii Hayata (đồng nghĩa: Disporum taiwanense S.S.Ying)
- Disporum leschenaultianum D.Don: có thể là đồng nghĩa của Disporum cantoniense
- Disporum leucanthum H.Hara
- Disporum longistylum (H.Lév. & Vaniot) H.Hara
- Disporum lutescens (Maxim.) Koidz.
- Disporum megalanthum F.T.Wang & Tang
- Disporum nantouense S.S.Ying
- Disporum sessile (Thunb.) D.Don ex Schult. & Schult.f.
- Disporum shimadae Hayata
- Disporum smilacinum A.Gray
- Disporum tonkinense Koyama
- Disporum trabeculatum Gagnep. - Song bào đá, trúc vạn thọ gân ngang.
- Disporum uniflorum Baker ex S.Moore (đồng nghĩa: Disporum flavens Kitagawa)
- Disporum viridescens (Maxim.) Nakai

Ngoài ra còn có 5 loài chuyển sang chi Prosartes:
- Disporum hookeri (Torr.) Nichols. <> Prosartes hookeri Torr.
- Disporum lanuginosum (Michx.) G.Nicholson <> Prosartes lanuginosa (Michx.) D.Don
- Disporum maculatum (Buckley) Britton <> Prosartes maculata (Buckley) A.Gray
- Disporum smithii (Hook.) Piper <> Prosartes smithii (Hook.) Utech, Shinwari & Kawano
- Disporum trachycarpum (S.Watson) Benth. & Hook.f. <> Prosartes trachycarpa S.Watson

## Hình ảnh

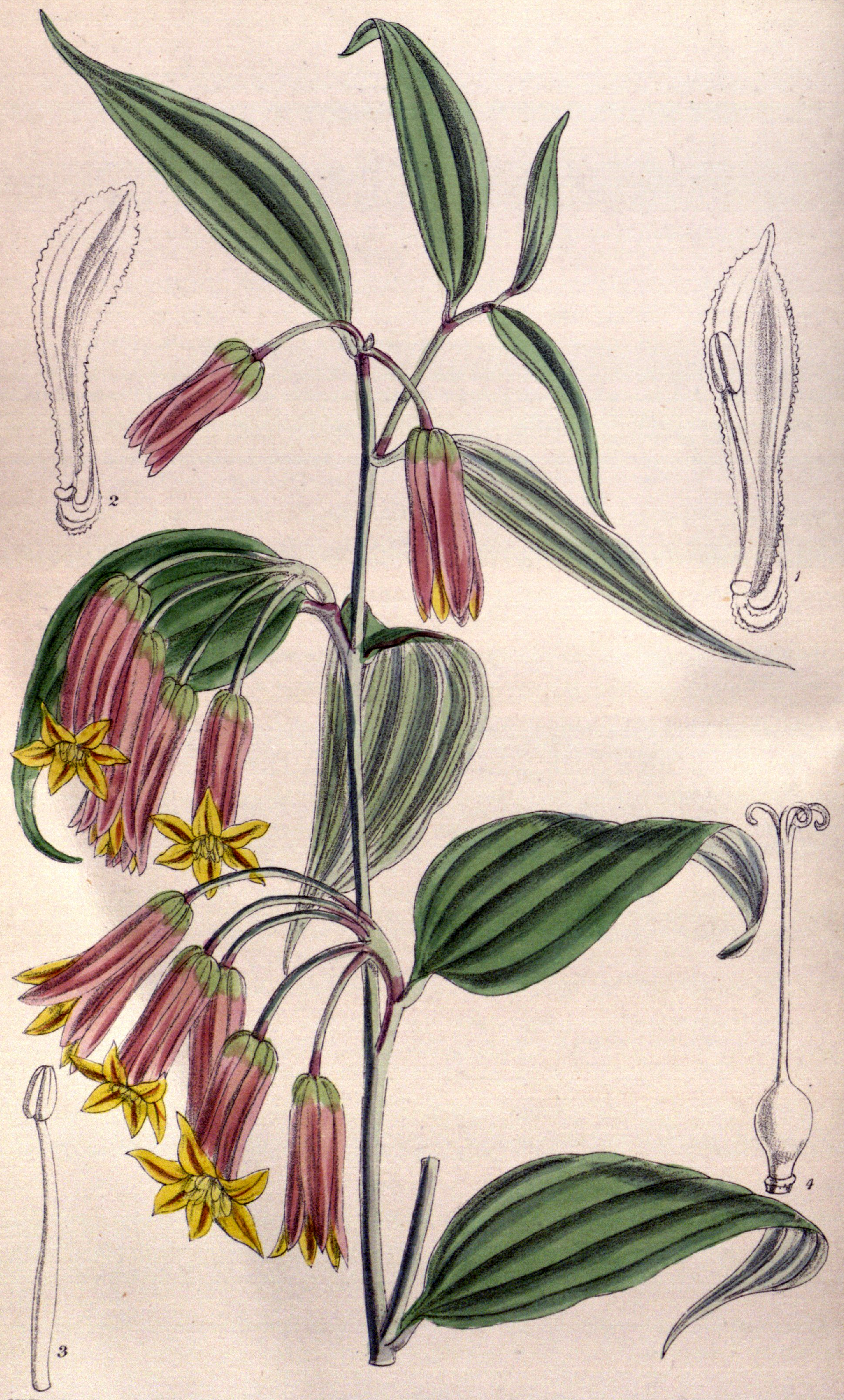
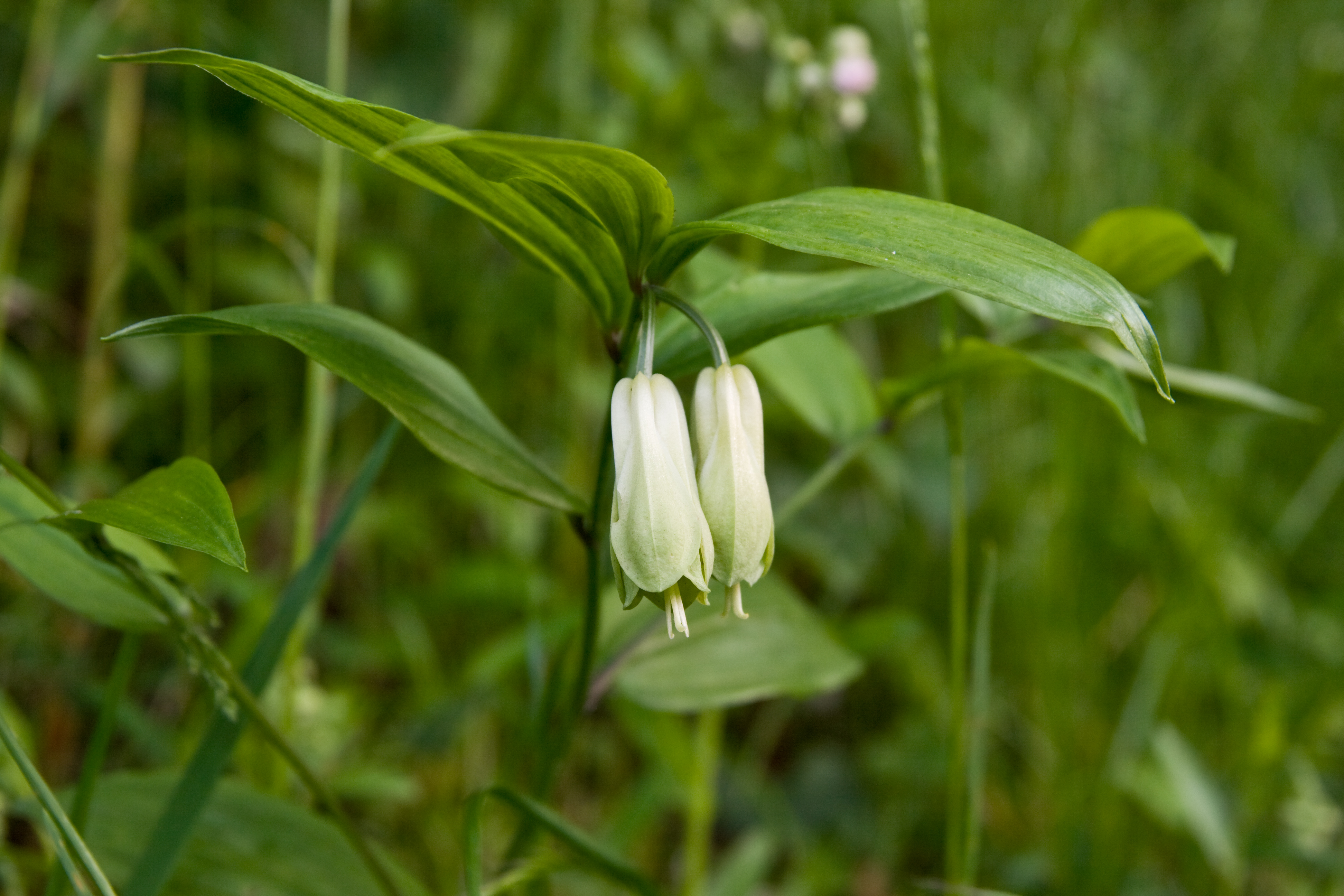
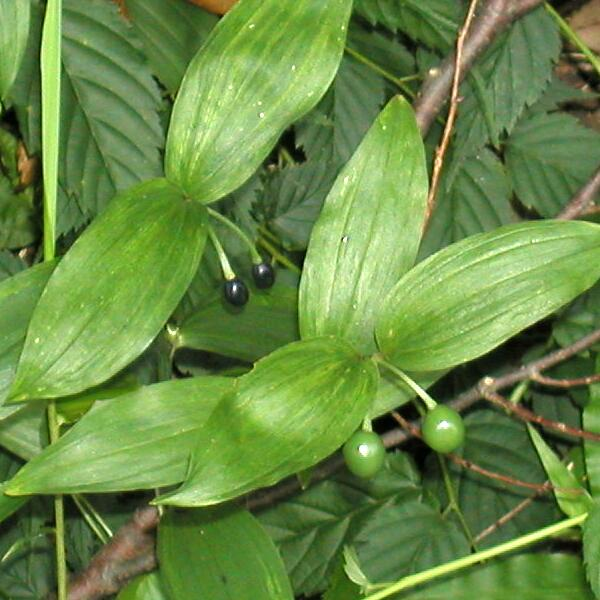
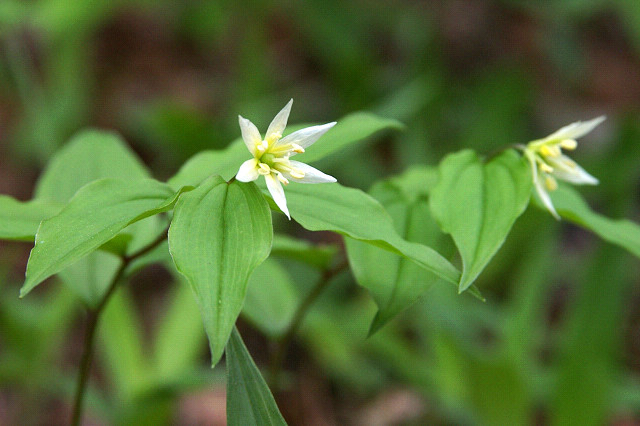